# Thrinle Pelchor
Khenchen Thrinle Pelchor Rinpoche (tib. mkhan chen 'phrin las dpal 'byor rin po che; * 1930 in Nangchen, Kham (Ost-Tibet)) ist ein bekannter Meditationsmeister und Khenchen (Hauptabt) der Karma-Kagyü-Tradition. Er ist darüber hinaus persönlicher Tutor des Trungram Gyaltrul Rinpoche und einer der Lehrer von Thaye Dorje, einem der Karmapa-Kandidaten.

## Leben
1948 erhielt er die volle monastische Ordination als tibetischer Mönch und durchlief in der Folge mehrere dreijährige Meditations-Klausuren entsprechend der Barom Kagyü-Tradition. Im Anschluss daran wurde er 1957 zum Retreatmeister (tib. Drubpön)des Bakyod-Kloster ernannt, bevor er 1959 aus Tibet nach Indien floh. Der 16. Gyalwa Karmapa übertrug ihm 1960 die Verantwortung für das Trashi Chöling-Kloster in Bhutan. Vom 16. Gyalwa Karmapa erhielt er umfassende Ermächtigungen, darunter den Kagyü Ngag Dzö. Von Dilgo Khyentse Rinpoche erhielt er den Damngag Dzö, Rinchen Terdzö und den Drubthab Küntü. 1972 ernannte der 16.Gyalwa Karmapa ihn zum Mentor des vierten Trungram Gyaltrul Rinpoche, eines wichtigen Meisters der Karma-Kagyü-Tradition. In Anerkennung seiner spirituellen Verdienste, verlieh ihm Künsig Shamar Rinpoche den Titel eines Rinpoche (Kostbarer) und Karmapa-KandidatThaye Dorje ernannte ihn am 21. November 1999 zu einem Khenchen (Hauptabt) der Karma Kagyü-Tradition. Khenchen Thrinle Peljor Rinpoche übertrug Thaye Dorje im Jahr 2002  die Praxis der sechs Dharmas von Naropa und leitete diesen während einer anschließenden mehrmonatigen Klausur intensiv in dieser zentralen Praxis der Karma Kagyü-Tradition an.